# Хилсајд Лејк (Њујорк)
Хилсајд Лејк (енгл. Hillside Lake) насељено је место без административног статуса у америчкој савезној држави Њујорк.

## Демографија
По попису из 2010. године број становника је 1.084, што је 938 (-46,4%) становника мање него 2000. године.
| Група             | 2000.         | 2010.       |
| Белци             | 1.854 (91,7%) | 933 (86,1%) |
| Афроамериканци    | 35 (1,7%)     | 26 (2,4%)   |
| Азијати           | 23 (1,1%)     | 21 (1,9%)   |
| Хиспаноамериканци | 62 (3,1%)     | 89 (8,2%)   |
| Укупно            | 2.022         | 1.084       |